# 千葉めぐみ (ローカルタレント・フリーアナウンサー)
千葉 めぐみ（ちば めぐみ、1980年12月21日 - ）は、日本のフリーアナウンサー。エフエムたいはくのラジオパーソナリティで、元同局のアナウンサー。

## 来歴
福島県福島市出身。19歳のとき、地元福島で第38代ミスピーチのメンバーに選出される。その翌年にはオープス磐梯のキャンペーンガールも務めた。
短期大学と東京アナウンスアカデミーアナウンス基礎科を卒業後、2年間のOL生活を経て、2004年2月に東日本放送『週末釣り倶楽部』の専属リポーターになる。それと並行してエフエムたいはくの開局にも携わり、2007年に同局に入社する。入社で『週末釣り倶楽部』への出演継続が困難になったことから、同年6月放送分（5月収録）をもって番組を卒業した。
エフエムたいはく在籍中の2008年2月に男児を出産。また、この出産を機にフリーアナウンサーへ転じ、エフエムたいはく以外の番組にも出演するようになる。この年からは広瀬川灯ろう流しの司会を、翌2009年からは当時河北新報が運営していた釣り情報サイト『釣り河北』のイメージキャラクターも務めていた。
2012年11月に女児を出産し、2児の母になる。

## 出演

### テレビ番組
- 週末釣り倶楽部（東日本放送、2004年2月 - 2007年6月） - 専属リポーター
- HOMETOWN大好きだっちゃ!!（J:COM 仙台キャベツ、2011年7月 - 2012年3月） - アシスタントMC
- カラフルJタウン（J:COM 仙台キャベツ、2012年4月 - 2015年3月） - アシスタントMC
- 突撃!ナマイキTV（東日本放送、2015年4月 - ） - リポーター
- みんなのテレビ 仙ぶら〜仙台、ひと、まちの中へ〜（CAT-V、2015年8月 - ） - MC
- 発見！COOPにSCOPE[8]（ミヤギテレビ、2016年4月 - 2017年3月） - ナビゲーター

### ラジオ番組
- ほっとすて〜しょん（エフエムたいはく）
- 週末ラジオ夕刊しらかし（エフエムたいはく、2009年10月 - 2012年3月） - 「めぐみの悠々釣りっこクラブ」担当
- JTB東北 旅物語（エフエムたいはく、2010年4月 - 9月） - ナビゲーター
- フェニーチェホーム・プレゼンツ 素敵に！ナイスに！（Date fm、2012年6月 - 10月/2013年4月 - 2015年1月） - ナビゲーター
- CO・OP共済 あいチャンネル（Date fm）
- 気まぐれ深夜番組 映画夜話（エフエムたいはく）
- Morning Brush（Date fm、2021年4月 - ）

### 映画
- ゴールデンスランバー（2010年1月30日） - リポーター 役[2]